# What’d I Say
What’d I Say – piosenka amerykańskiego muzyka, Raya Charlesa. Historia tego utworu sięga końca roku 1958, kiedy to Charles zaimprowizował tę kompozycję pod koniec jednego z amerykańskich koncertów w Brownsville. W 1959 roku piosenka została wydana na singlu. Uplasował się on na pierwszym miejscu listy Hot R&B/Hip-Hop Songs oraz na miejscu szóstym listy Billboard.
W 2004 utwór został sklasyfikowany na 10. miejscu listy 500 utworów wszech czasów magazynu Rolling Stone. Według Rock and Roll Hall of Fame piosenka była także jedną z 500, które ukształtowały rock & roll. W 2002 roku ze względu na historyczne, kulturowe i artystyczne znaczenie została także włączona przez Bibliotekę Kongresu Stanów Zjednoczonych do US National Recording Registry.

## Covery
- Clifton Chenier
- John Mayall & The Bluesbreakers i Eric Clapton
- Johnny Cash i June Carter
- Etta James
- Jerry Lee Lewis
- Graham Bond
- Lyle Lovett
- Freddie King
- Elvis Presley
- Tony Sheridan i The Beatles
- Bill Haley & His Comets
- Rare Earth
- Rigo Tovar
- Bobby Darin
- Roy Orbison i Medeski, Martin & Wood